# Manuel (rapper)
Manuel, pseudonimo di Emánuel Gödöllei (Budapest, 11 luglio 2000), è un rapper e cantante ungherese.

## Biografia
Originario di Budapest, nel 2019 ha preso parte alla nona edizione di X Faktor, dove tuttavia non si è qualificato per la finale. Il suo singolo di debutto, Messziről jöttem, è diventata una hit in Ungheria dopo aver raggiunto la 3ª posizione della classifica degli stream nazionale redatta dalla Magyar Hangfelvétel-kiadók Szövetsége, dove ha trascorso 16 settimane. Sono seguiti i singoli Ketten, Mint egy filmben, Anyu büszke e Kicsi lány, che sono tutti entrati in top ten, e grazie a Kicsi lány, il rapper ha conquistato il 2º posto, il posizionamento più alto mai raggiunto da solista. Nel 2020 ha imbarcato la Élőshow turné, promossa a livello nazionale in diverse città. Ha in seguito inciso con T. Danny Talán che ha esordito in vetta alla classifica nazionale, divenendo inoltre la sua hit con il maggior numero di settimane in classifica. Il successo ottenuto nel corso dell'anno ha fruttato all'artista due candidature nell'ambito del Fonogram Award, il principale riconoscimento musicale dell'industria musicale ungherese, venendo candidato come rivelazione dell'anno e i singoli Messziről jöttem, Mint egy filmben, Anyu büszke, Ketten, Kicsi lány e Téged sono stati tutti nominati nella categoria di album o registrazione dell'anno – rap/hip hop.
Nel 2022 ha conseguito la sua terza numero uno grazie a Zombi e la sedicesima top ten nella classifica dei singoli, oltre a vincere il suo primo Fonogram Award per la registrazione dell'anno.
Idegen, l'album in studio di debutto dell'artista, è stato pubblicato nel febbraio 2023 e ha collocato diciassette tracce su ventitré, di cui una in vetta (100 hiba), all'interno della Stream Top 40 slágerlista contemporaneamente. È stato in seguito certificato quintuplo platino dalla MAHASZ per le 20 000 unità equivalenti. Anche gli EP Idegen, Vol. 1. (2022) e Torz (2024) sono platino. Gli sono state assegnate anche trentadue certificazioni di platino e una d'oro per le singole tracce, equivalenti a 130 000 unità vendute.

## Discografia

### Album in studio
- 2023 – Idegen
- 2025 – Orgonabokor

### EP
- 2022 – Idegen, Vol. 1.
- 2024 – Torz

### Singoli
- 2019 – Messziről jöttem
- 2019 – Ketten
- 2019 – Mint egy filmben
- 2019 – Anyu büszke
- 2019 – Kicsi lány
- 2019 – Téged (con András Kállay-Saunders)
- 2020 – Elegem van
- 2020 – Átmennék (feat. Apu)
- 2020 – Talán (con T. Danny)
- 2020 – Baby
- 2021 – Hányszor (con Binhky e Burai)
- 2021 – Telepi srácok (con M Ricch)
- 2021 – Éget a nap (con i Valmar)
- 2021 – Rossz esték (con ByeAlex és a Slepp)
- 2021 – Deja Vu (con Alee)
- 2022 – Zombi
- 2022 – Yoga (con T. Danny)
- 2022 – Ne haragudj rám... (con i BSW)
- 2022 – Hajnalokig (con i Valmar)
- 2022 – Palvin (con i Valmar)
- 2022 – Popstar
- 2023 – Aura
- 2024 – Tiara
- 2024 – Torz
- 2025 – Orgonabokor
- 2025 – Demo

### Collaborazioni
- 2020 – Merülök (ByeAlex és a Slepp feat. Manuel)
- 2020 – Miért játszol? (Milo feat. Manuel)
- 2021 – Cella (Bruno x Spacc feat. Manuel)
- 2021 – Ments meg (Misshmusic feat. Manuel)